# Stazione di Ascea
Stazione di Ascea vasútállomás Olaszországban, Ascea településen.

## Vasútvonalak
Az állomást az alábbi vasútvonalak érintik:
- Battipaglia–Reggio di Calabria-vasútvonal

## Kapcsolódó állomások
A vasútállomáshoz az alábbi állomások vannak a legközelebb:
- Stazione di Pisciotta-Palinuro
- Stazione di Vallo della Lucania-Castelnuovo